# أورتا قشلاق
أورتا قشلاق (بالإنجليزية: Owrta Qeshlaq)‏ هي منطقة سكنية تقع في أردبيل في إيران. يقدر عدد سكانها بـ 34 نسمة .